# 日吉正和
日吉 正和（ひよし まさかず、1972年1月1日 - ）は、日本中央競馬会（JRA）・栗東トレーニングセンターに所属していた元調教師・元騎手。

## 来歴
1991年、JRA競馬学校を第7期生として卒業して騎手免許を取得し、栗東の湯浅三郎厩舎所属でデビュー。同期には四位洋文、藤田伸二らがいる。
初騎乗は1991年3月2日、中京競馬第1競走のキョウワカガヤキで、13頭立ての10着。初勝利は1991年3月23日の京都競馬第12競走のエイシンテイオーで挙げた。デビュー15戦目だった。
1992年9月6日、小倉3歳ステークスでデイリープラネットに騎乗し重賞初騎乗（10着）。
2002年6月9日、中京競馬第5競走のタケカソウルネバーで障害初騎乗初勝利を挙げた。
2003年7月20日付で騎手を引退し、岡田稲男厩舎の調教助手に転身した。騎手成績は2118戦93勝（うち障害戦7戦1勝）であった。
2010年2月に調教師免許試験に合格。3月1日より技術調教師として活動する。
2011年3月1日付で調教師として新規開業（栗東：馬房数14）。
2016年5月8日に京都競馬場で暴れた他厩舎の馬に蹴られて頭部を負傷。命に別状はなかったものの回復が芳しくないことから厩舎運営を断念し、10月3日、JRAへ勇退届を提出、調教師を勇退することが発表され、同日20日付で厩舎は解散となった。なお、日吉に代わり同月21日付で杉山晴紀が厩舎を開業し、旧・日吉厩舎の管理馬の大半が引き継がれた。

## 騎手成績
| 通算成績 | 1着 | 2着 | 3着 | 騎乗数 | 勝率 | 連対率 |
| -------- | --- | --- | --- | ------ | ---- | ------ |
| 平地     | 92  | 107 | 136 | 2111   | .044 | .094   |
| 障害     | 1   | 0   | 0   | 7      | .143 | .143   |
| 計       | 93  | 107 | 136 | 2118   | .044 | .094   |

|                    | 日付          | 競走名       | 馬名               | 頭数 | 人気 | 着順 |
| ------------------ | ------------- | ------------ | ------------------ | ---- | ---- | ---- |
| 初騎乗             | 1991年3月2日  | 4歳未勝利    | キョウワカガヤキ   | 13頭 | 12   | 10着 |
| 初勝利             | 1991年3月23日 | 5歳上900万下 | エイシンテイオー   | 16頭 | 1    | 1着  |
| 重賞初騎乗         | 1992年9月6日  | 小倉3歳S     | デイリープラネット | 16頭 | 3    | 10着 |
| 障害初騎乗・初勝利 | 2002年6月9日  | 障害未勝利   | タケカソウルネバー | 14頭 | 14   | 1着  |

## 調教師成績
|            | 日付          | 競走名     | 馬名               | 頭数 | 人気 | 着順 |
| ---------- | ------------- | ---------- | ------------------ | ---- | ---- | ---- |
| 初出走     | 2011年3月27日 | 3歳未勝利  | カシノエイト       | 13頭 | 10   | 11着 |
| 初勝利     | 2011年6月11日 | 3歳未勝利  | ゼロセン           | 13頭 | 5    | 1着  |
| 重賞初出走 | 2011年5月8日  | 新潟大賞典 | ヤマニンウイスカー | 15頭 | 11   | 7着  |

## おもな厩舎所属者
※太字は門下生。括弧内は厩舎所属期間と所属中の職分。
- 山本勝彦（2011年 - 2016年 調教助手）
- 高野容輔（2011年 - 2013年頃 調教助手）